# Странный порок госпожи Уорд
«Странный порок госпожи Уорд» (итал. Lo strano vizio della Signora Wardh) — итальянский фильм 1971 года, снятый режиссёром Серджо Мартино в жанре триллера (джалло). В международный прокат картина выходила также под названиями «Лезвие убийцы» (англ. Blade of the Killer) и «Следующая жертва» (англ. The Next Victim!). Фильм был второй режиссёрской работой 29-летнего Мартино в игровом кино и первым опытом в жанре джалло. В этом фильме сформировалось творческое трио из режиссёра Серджо Мартино, его брата, продюсера Лучано Мартино, и сценариста Эрнесто Гастальди, которое работало над многими фильмами. С исполнителями главных ролей, Джорджем Хилтоном, Эдвиж Фенек и Иваном Рассимовым, Мартино также впоследствии неоднократно сотрудничал.
Картину отличает быстрый темп повествования и частые сюжетные повороты. «Странный порок госпожи Уорд» является одной из наиболее сильных работ как в карьере Мартино, так и в жанре в целом.

## Сюжет
Модная и привлекательная Джули Уорд возвращается в Вену вместе с мужем-дипломатом Нилом. Город терроризирует серийный убийца с бритвой, жертвами которого становятся красивые женщины. В жизни Джули вновь появляется её бывший любовник Жан, отличающийся садистскими наклонностями, но женщина отвергает его попытки возобновить отношения. Через свою подругу Кэрол Джули знакомится с красавцем и богатеем Джорджем, который приударяет за ней, пока муж в очередной раз отсутствует. Страстный роман Джули и Джорджа сопровождается шантажом со стороны Жана. В то же время таинственный убийца с бритвой сфокусировал своё внимание на госпоже Уорд.

## В ролях
- Эдвиж Фенек — Джули Уорд
- Джордж Хилтон — Джордж Корро
- Иван Рассимов — Жан
- Кончита Айрольди — Кэрол
- Мануэль Хиль — доктор Харбе
- Альберто де Мендоса — Нил Уорд